# Cyphonoxia tatianae
Cyphonoxia tatianae är en skalbaggsart som beskrevs av Semenov-tian-shanskii och Medvedev 1936. Cyphonoxia tatianae ingår i släktet Cyphonoxia och familjen Melolonthidae. Inga underarter finns listade i Catalogue of Life.